# Stróża (Myślenice)
Pour les articles homonymes, voir Stróża.
Stróża est une localité polonaise de la gmina de Pcim, située dans le powiat de Myślenice en voïvodie de Petite-Pologne.